# Георг Лангсдорф
Георг Хайнрих фон Лангсдорф (на немски: Georg Heinrich von Langsdorff; на руски: Григорий Иванович Лангсдорф) е германски естественик, етнограф, дипломат и пътешественик-изследовател на руска служба.

## Произход и години на учение (1774 – 1803)
Роден е на 18 април 1774 година във Велщайн, Германия. Получава добро образование, като посещава училище в Елзас и гимназия в Идщайн. Владее чужди езици, а увлечението му към естествените науки го подтикват да завърши медицина и естествена история в Университета в Гьотинген. След това посещава и университети в Испания и Португалия, където от 1797 до 1802 съчетава медицинската практика с изследвания от естествено-научен и географски характер. През 1803 г. е избран за член на Академията на науките в Гьотинген.

## Експедиционна и дипломатическа дейност (1803 – 1829)

### Участие в Първата руска околосветска експедиция (1803 – 1805)
През 1803 – 1805 по препоръка на Петербургската академия на науките участва в Първата руска околосветска експедиция под командването на Иван Фьодорович Крузенщерн. След пристигането на кораба в Нагазаки Лангсдорф съпровожда Николай Резанов в неговата посланическа мисия в Япония. През 1805 г. провежда географски изследвания в Руска Америка и през 1807 през Охотск и Сибир по суша се завръща в Петербург.

#### Дипломатическа дейност в Бразилия (1805 – 1820)
След завръщането си от експедицията е избран за член-кореспондент на Петербургската академия на науките, зачислен към министерството на външните работи и през 1810 е изпратен на дипломатическа работа в Бразилия. През 1812 г. Лангсдорф е назначен за генерален консул на Русия в Рио де Жанейро, като през цялото си пребиваване в Бразилия до 1820 г. извършва кратковременни експедиции в приморските области на провинция Минас Жераис и изследва флората, фауната и географията на района.

### Експедиция в Бразилия (1821 – 1829)
През 1821 е избран за действителен член на Петербургската академия на науките и е назначен за ръководител на Руската комплексна експедиция за изследване на Бразилската планинска земя.
През 1822 – 1823 г. изследва областта около Рио де Жанейро, а през 1824 – провинция Минас Жераис.
През 1826 г. от Сау Паулу експедицията се спуска по реките Тиете и Парана до устието на десния ѝ приток река Рио Пардо. Изкачва се по последната и по десния ѝ приток река Иняндуи, преминава през хребета Серра ди Маракажу (635 м) и по река Миранда се спуска до река Парагвай. Изкачва се на север по Парагвай и по притока ѝ Куяба (ляв) и на 30 януари 1827 достига до град Куяба в южната част на платото Мату Гросу. Там участниците в експедицията прекарват близо година, извършвайки екскурзии в близките околности за събиране на колекции от всякакво естество.
През 1827 г. Лангсдорф разделя експедицията на два отряда. Сам той с астронома Николай Рубцов се изкачват до изворите на река Парагвай (на север от Куяба), от там се спускат по река Аринус (десен приток на Журуена), по Журуена до Тапажос (1992 км) и по последната до Амазонка (през 1828). През 1829 г. отрядът се спуска по Амазонка до Белен и от там по море се завръща в Рио де Жанейро.

## Следващи години (1829 – 1852)
Лангсдорф и Николай Рубцов стават първите европейци, които пресичат западната част на Бразилската планинска земя от юг на север. Изнурителното и опасно пътешествие с дължина над 5000 км по неизследваните, труднодостъпни и крайно неблагоприятни в климатично отношение райони са скъпо заплатени от двамата. На Тапажос те заболяват от остра форма на тропическа малария. За Лангсдорф това заболяване завършва трагично – неизлечимо психическо заболяване. В тежко състояние през 1830 г. го откарват в Германия, където живее повече от двадесет години и почива във Фрайбург през 1852 на 78-годишна възраст.
Рубцов е по-млад от Лангсдорф и по упорито се съпротивлява на болестта, но и той заболява психически и не успява на обработи и публикува огромното количество материали и записки събрани и водени по време на пътешествието. Богатия научен архив на експедицията, включващ много описания и открития по зоология, ботаника, минералогия, медицина, езикознание и етнография е изпратен в Санкт Петербург и е забравен. Едва през 1930 е открит и публикуван в СССР.
Вторият отряд под командването на ботаника Лудвиг Ридел, през 1828 г. от Куяба преминава на запад през платото Мату Гросу, достига до изворите на река Гуапоре, спуска се по нея и по реките Маморе, Мадейра и Амазонка до Белен, като преминава по бразилските реки над 6000 км. По море отрядът на Ридел се завръща в Рио де Жанейро и през 1830 г. заедно с останалите участници от експедицията на Лангсдорф се завръща в Петербург. Той донася за столичната ботаническа градина 84 сандъка с живи растения.

## Съчинения
- „Bemerkungen auf einer Reise um die Welt in Jahren 1803 bis 1807“, (1812).
- „Eine Reise um die Welt“, Leipzig, 1952.